# Allium elmendorfii
Allium elmendorfii — вид трав'янистих рослин родини амарилісові (Amaryllidaceae), ендемік штату Техас США.

## Опис
Цибулин 1–3, більші цибулини несуть 3–10 прикореневих цибулинок, які оточують коріння, яйцюваті, 1–1,5 × 0,8–1,5 см; зовнішні оболонки містять 1 або більше цибулин, тонкі, перетинчасті; внутрішні оболонки білуваті. Листки стійкі, зелені в період цвітіння, 3–6, базально розлогі; листові пластини плоскі, жолобчасті, 15–40 см × 1–3 мм, краї цілі. Стеблин 1–3, скупчені, прямостійні, 15–40 см × 1–4 мм. Зонтик стійкий, прямостійний, нещільний, 10–30-квітковий, півсферичний, цибулинки невідомі. Квіти ± зірчасті до дзвінчастих, 5–6 мм; листочки оцвітини прямостійні або ± розлогі, білі або рожеві, ланцетні, ± рівні, краї цілі або майже так, верхівка тупа. Пиляки жовті; пилок жовтий. Насіннєвий покрив блискучий. 2n = 14.
Цвітіння: березень — початок квітня.

## Поширення
Ендемік штату Техас США.
Населяє піщаний ґрунт; під охороною; 100–200 м.